# Бисенский сельский округ
Бисенский сельский округ — административно-территориальное образование в Бокейординском районе Западно-Казахстанской области.

## Административное устройство
1. село Бисен
2. село Жамбыл
3. село Жиеккум
4. село Коктерек